# سرشماری ۱۹۵۱ کانادا
سرشماری ۱۹۵۱ کانادا یک سرشماری دقیق از جمعیت کانادا بود. تعداد کل جمعیت سرشماری‌شده در این سال برابر با ۱۴٬۰۰۹٬۴۲۹ نفر بود که نشان‌دهندهٔ افزایش ۲۱٫۸ درصدی نسبت به آمار ۱۱٬۰۵۰۶٬۶۵۵ نفری در سرشماری ۱۹۴۱ بود. سرشماری ۱۹۵۱ نهمین سرشماری جامع ده‌ساله از زمان کنفدراسیون کانادا در ۱ ژوئیهٔ ۱۸۶۷ بود.
سرشماری قبلی آن، سرشماری ۱۹۴۶ در استان‌های شمال غربی آلبرتا، ساسکاچوان و منیتوبا، و سرشماری بعدی آن سرشماری ۱۹۵۶ – نخستین سرشماری پنج ساله به‌جای سرشماری‌های ده‌ساله در سراسر کشور – بود.
این نخستین سرشماری بود که نیوفاندلند را که تنها دو سال قبل به کنفدراسیون ملحق شده بود، نیز شامل می‌شد.
قانون آمار کانادا تا ۹۲ سال اجازهٔ انتشار اطلاعات شخصی را نمی‌دهد. اطلاعات دقیق از این سرشماری تا پیش از سال ۲۰۴۲ منتشر نخواهد شد.

## جمعیت بر پایه استان
| استان             | سرشماری ۱۹۵۱ | سرشماری ۱۹۴۱                    | تفاوت                           | ٪ تغییر                         |
| ----------------- | ------------ | ------------------------------- | ------------------------------- | ------------------------------- |
| نیوفاندلند        | ۳۶۱٬۴۱۶      | در سال ۱۹۴۹ به کنفدراسیون پیوست | در سال ۱۹۴۹ به کنفدراسیون پیوست | در سال ۱۹۴۹ به کنفدراسیون پیوست |
| جزیره پرنس ادوارد | ۹۸٬۴۲۹       | ۹۵٬۰۴۷                          | ۳٬۳۸۲                           | ۳٫۶٪                            |
| نوا اسکوشیا       | ۶۴۲٬۵۸۴      | ۵۷۷٬۹۶۲                         | ۶۴٬۶۲۲                          | ۱۱٫۲٪                           |
| نیوبرانزویک       | ۵۱۵٬۶۹۷      | ۴۵۷٬۴۰۱                         | ۵۸٬۲۹۶                          | ۱۲٫۷٪                           |
| کبک               | ۴٬۰۵۵٬۶۸۱    | ۳٬۳۳۱٬۸۸۲                       | ۷۲۳٬۷۹۹                         | ۲۱٫۷٪                           |
| انتاریو           | ۴٬۵۹۷٬۵۴۲    | ۳٬۷۸۷٬۶۵۵                       | ۸۰۹٬۸۸۷                         | ۲۱٫۴٪                           |
| منیتوبا           | ۷۷۶٬۵۴۱      | ۷۲۹٬۷۴۴                         | ۴۶٬۷۹۷                          | ۶٫۴٪                            |
| ساسکاچوان         | ۸۳۱٬۷۲۸      | ۸۹۵٬۹۹۲                         | −۶۴٬۲۶۴                         | -۷٫۲٪                           |
| آلبرتا            | ۹۳۹٬۵۰۱      | ۷۹۶٬۱۶۹                         | ۱۴۳٬۳۳۲                         | ۱۸٫۰٪                           |
| بریتیش کلمبیا     | ۱٬۱۶۵٬۲۱۰    | ۸۱۷٬۸۶۱                         | ۳۴۷٬۳۴۹                         | ۴۲٫۵٪                           |
| قلمرو یوکان       | ۹٬۰۹۶        | ۴٬۹۱۴                           | ۴٬۱۸۲                           | ۸۵٫۱٪                           |
| قلمروهای شمال غرب | ۱۶٬۰۰۴       | ۱۲٬۰۲۸                          | ۳٬۹۷۶                           | ۳۳٫۱٪                           |
| جمع               | ۱۴٬۰۰۹٬۴۲۹   | ۱۱٬۵۰۶٬۶۵۵                      | ۲٬۵۰۲٬۷۷۴                       | ۲۱٫۸٪                           |

انتاریو بیشترین تعداد ساکنان جدید را از سرشماری سال ۱۹۴۱ پذیرا بود، در حالی که بریتیش کلمبیا بالاترین نرخ رشد را در بین استان‌ها داشت و نخستین استان غربی بود که به یک میلیون نفر جمعیت می‌رسید. ساسکاچوان برای دومین دههٔ متوالی کاهش جمعیت را تجربه کرد و از نظر وسعت از آلبرتا و بریتیش کلمبیا عقب‌تر بود.

## جمعیت بر پایه مذهب
| فرقه                      | جمعیت     | درصد از کل |
| ------------------------- | --------- | ---------- |
| کاتولیک رومی              | ۶٬۰۶۹٬۴۹۶ | ۴۳٫۳٪      |
| کلیسای یونایتد            | ۲٬۸۶۷٬۲۷۱ | ۲۰٫۵٪      |
| انگلیکن                   | ۲٬۰۶۰٬۷۲۰ | ۱۴٫۷٪      |
| پروتستان                  | ۷۸۱٬۷۴۷   | ۵٫۶٪       |
| باپتیست                   | ۵۱۹٬۵۸۵   | ۳٫۷٪       |
| لوتری                     | ۴۴۴٬۹۲۳   | ۳٫۲٪       |
| یهودی                     | ۲۰۴٬۸۳۶   | ۱٫۵٪       |
| کاتولیک اوکراینی (یونانی) | ۱۹۰٬۸۳۱   | ۱٫۴٪       |
| ارتدوکس یونانی            | ۱۷۲٬۲۷۱   | ۱٫۲٪       |
| منونیت                    | ۱۲۵٬۹۳۸   | ۰٫۹٪       |
| پنطیکاستی                 | ۹۵٬۱۳۱    | ۰٫۷٪       |
| سپاه رستگاری              | ۷۰٬۲۷۵    | ۰٫۵٪       |
| انجیلی                    | ۵۰٬۹۰۰    | ۰٫۴٪       |
| شاهدان یهوه               | ۳۴٬۵۹۶    | ۰٫۲٪       |
| مورمون                    | ۳۲٬۸۸۸    | ۰٫۲٪       |
| بی‌دین                     | ۵۹٬۶۷۹    | ۰٫۴٪       |
| سایر/ثبت‌نشده              | ۲۶۰٬۶۲۵   | ۱٫۹٪       |